# Nueva Tlaxiaca
Nueva Tlaxiaca es una localidad de México localizada en el municipio de San Agustín Tlaxiaca en el estado de Hidalgo.

## Geografía
Se encuentra en la región geográfica de la Cuenca de México (Valle de Tizayuca). A la localidad le corresponden las coordenadas geográficas 20° 09’ 26.301” de latitud norte y 98° 55’ 50.469” de longitud oeste, con una altitud de 2204 m s. n. m. Cuenta con un clima semiseco templado.
En cuanto a fisiografía se encuentra en la provincia del Eje Neovolcanico, dentro de la subprovincia de Sierras y Llanuras de Querétaro e Hidalgo; su terreno es de sierra. En lo que respecta a la hidrografía se encuentra posicionado en la región del Pánuco, dentro de la cuenca del río Moctezuma, y en la subcuenca del río Tezontepec.

## Demografía
En 2020 registró una población de 1228 personas, lo que corresponde al 3.16 % de la población municipal. De los cuales 592 son hombres y 636 son mujeres. La localidad se encuentra conurbada a la localidad de Acayuca, Zapotlán de Juárez, y pertenece a la zona Metropolitana de Pachuca.
| Gráfica de evolución demográfica de Nueva Tlaxiaca entre 1990 y 2020                         |
|                                                                                              |
| Población de los censos y conteos del Instituto Nacional de Estadística y Geografía (INEGI). |